# Ecnomus larakia
Ecnomus larakia is een schietmot uit de familie Ecnomidae. De soort komt voor in het Australaziatisch gebied.